# Taidong (köping i Kina, Jiangsu)
Taidong (kinesiska: 台东, 台东镇) är en köping i Kina. Den ligger i provinsen Jiangsu, i den östra delen av landet, omkring 170 kilometer nordost om provinshuvudstaden Nanjing.
Genomsnittlig årsnederbörd är 1 148 millimeter. Den regnigaste månaden är juli, med i genomsnitt 241 mm nederbörd, och den torraste är januari, med 30 mm nederbörd.